# BR3
De BR3 of Belgian Reactor 3 was de eerste drukwaterreactor in West-Europa en was ook de eerste die werd afgebroken. De reactor had een vermogen van 11 MW. Hij werd in 1956 bij Westinghouse besteld. Hij werd kritisch op 19 augustus 1962. De koppeling op het elektriciteitsnet gebeurde op 25 oktober 1962. De reactor werd op 30 juni 1987 buiten gebruik gesteld. Het was een van de vier testreactoren, die werden opgestart door het Belgische Studiecentrum voor Kernenergie, SCK CEN. Behalve de BR3 waren er de BR1, BR2 en de VENUS. De BR3 werd gekozen als het eerste project in Europa voor de optimalisering van ontmantelings- en decontaminatietechnieken en -procedés, om zicht te krijgen op de kosten en om nieuwe volumereductietechnieken voor secundair afval en minimalisering van stralingsdosissen voor het personeel te ontwikkelen. 
SCK CEN is een Belgisch nucleair onderzoekscentrum. Het bevindt zich Mol waar de BR3 ook is gebouwd. De American Nuclear Society erkende de BR3 reactor in 1991 als een "Nuclear Historic Landmark".